# Jaci Velasquez
Jaci Velasquez, född 15 oktober 1979, är en amerikansk sångerska inom samtida kristen musik och skådespelare.
Hon har vunnit sju Dove Awards och år 2002 vann hon en Billboard Latin Music Award med sin skiva Mi Corazon inom kategorin "årets popalbum - kvinnliga artister".

## Biografi
Jaci föddes i Houston Texas. När hon var 11 år vann hon en musiktävling med 3000 deltagare. Två år senare uppträdde hon i Vita huset. Hennes stora genombrott kom när hon var 14 år och introducerades för talangscouten Mike Atkins. Han blev hennes manager två år senare och signade henne snabbt till skivbolaget Myrrh Records.
Den 17 december 2006 gifte sig Jaci med Nic Gonzales från bandet Salvador.
Paret har två barn Zealand David (född 2007) och Soren Arthur (född 2009).

## Diskografi
Studioalbum
- 1992 – Help Me
- 1994 – Keep the Fire Burning
- 1996 – Heavenly Place
- 1998 – Jaci Velasquez
- 1999 – Llegar A Ti
- 2000 – Crystal Clear
- 2001 – Mi Corazón
- 2001 – Christmas
- 2001 – Navidad
- 2003 – Unspoken
- 2003 – Milagro
- 2005 – Beauty Has Grace
- 2008 – Love Out Loud
- 2012 – Diamond
- 2017 – Trust

EP
- 2007 – Open House
- 2012 – Acoustic Favorites

Samlingsalbum
- 2004 – Mi Historia Musical
- 2006 – On My Knees - Best of Jaci Velasquez

## Filmografi i urval
- 2003: Chasing Papi
- 2010: The Encounter
- 2011: Jerusalem Countdown

## Fotnoter
1. ↑   ”Jaci Velasquez Announced As New Co-host of The Family Friendly Morning Show™ with Doug Griffin” Arkiverad 30 mars 2012 hämtat från the Wayback Machine., 2012-02-25
2. ↑   ”Stars Glitter At the 2002 Billboard Latin Music Awards Show”, 2012-02-25
3. ↑   ”Jaci Velasquez: Chasing Papi star with a blazing trail of album hits - Main Cover - Cover Story”, 2012-02-25
4. ↑  ”Jaci Velasquez's Austin Wedding” Arkiverad 14 februari 2012 hämtat från the Wayback Machine., 2012-02-25
5. ↑  ”Introducing Zealand David Gonzales” Arkiverad 8 september 2015 hämtat från the Wayback Machine., 2012-02-25
6. ↑  ”Jaci Velásquez and Nic Gonzáles Welcome Son Soren Arthur” Arkiverad 18 januari 2013 hämtat från the Wayback Machine., 2012-02-25